# John Lounge
John Lounge (Denver, 28 giugno 1946 – 1º marzo 2011) è stato un astronauta e ingegnere statunitense.